# Akim Edelstein
Akim Oskarowicz Edelstein (ros. Аким Оскарович Эдельштейн, ur. 1897 w Sankt Petersburgu, zm. 1967 w Moskwie) – rosyjski lekarz psychiatra, profesor psychiatrii Instytutu Medycznego w Permie.
W 1919 ukończył studia na wydziale medycznym Uniwersytetu Moskiewskiego. Specjalizował się w psychiatrii pod kierunkiem Gannuszkina. Od 1922 do 1926 ordynator kliniki psychiatrycznej Uniwersytetu Moskiewskiego. Od 1930 w 1. Moskiewskim Instytucie Medycznym. Od 1951 do 1956 kierował kliniką psychiatrii Instytutu Medycznego w Permie.
Córka Elga Akimowna (ur. 1926) specjalizowała się w neurologii.
Był autorem szeregu prac naukowych. Zajmował się zagadnieniami schizofrenii, psychiatrii wojskowej, historii psychiatrii.

## Wybrane prace
- Исходные состояния шизофрении. Москва, 1938
- Психиатрические съезды и общества за полвека (1887—1931). Москва: Медгиз, 1948
- С. С. Корсаков. М., 1948
- Материалы к истории русскои психиатрии. Невропатология и психиатрия 1, 1949
- Успехи советской психиатрии. Москва: год. Издательство "Правда", 1950